# Hekus lettem
A Hekus lettem 1972-ben bemutatott fekete-fehér, magyar krimi, amely Fóti Andor: Kelepcében az alvilág és a Szemben a bűnözőkkel című könyvét dolgozza fel. Rendező: Fejér Tamás. A film megtörtént eseményeken alapul.

## Cselekmény
Az 1945-ben alakuló demokratikus rendőrséghez megbízható fiatalokat toboroznak. A fővárosban nagyban folyik a garázdaság, feketézés és a bűnözés szinte minden fajtája. Sípos Gábor munkásfiú barátjával, Czöntör Janival együtt jelentkezik rendőrnek. Majd társaikkal együtt számos bűnszövetkezetet számolnak fel, illetve fognak el veszélyes bűnözőket.

## Szereplők
- Harsányi Gábor – Sípos Gábor (Fóti Andor)
- Koncz Gábor – Czöntör János
- Kállai Ferenc – rendőrtiszt
- Bencze Ilona – bárénekesnő
- Császár Angela – Anna
- Balogh Zsuzsa – Josephin
- Máthé Erzsi – Döbrönhegyi Ernőné
- Békés Itala – Erzsike, titkárnő
- Moór Marianna – Evelyne
- Csűrös Karola – Josephine barátnője
- Szersén Gyula – Hekus Dönci
- Bodrogi Gyula – főpincér
- ifj. Gonda György – Cserge, nyomozó
- Garas Dezső – Spírmayer, órás
- Kertész Péter – fiatal nyomozó
- Végvári Tamás – nyomozó
- Dégi István – Payer Henrik
- Mécs Károly – forinthamisító
- Bozóky István – forinthamisító
- Fülöp Zsigmond – Szalai
- Cs. Németh Lajos – bandatag
- Csurka László – betörő
- Dózsa László – őrmester
- Farkas Antal – utcaseprő
- Gór Nagy Mária – áruházi kislány
- Gyenge Árpád – Józsi, piaci árus
- Horkai János – Frönlich, fodrász
- Keres Emil – gyáros
- Kádár Flóra – utas
- Némethy Ferenc – rendőrségi szakértő
- Siménfalvy Sándor – sorompóőr
- Orsolya Erzsi – sorompóőr felesége
- Polgár Géza – lelkész
- Polyák József
- Pándy Lajos – ügyész
- Pécsi Ildikó – pénztárosnő
- Raksányi Gellért – bandatag
- Szabó Imre – bandatag
- Szatmári István – betörő
- Szilágyi István – gépész
- Szurdi Balázs – betörő
- Szénási Ernő – rendőr
- Tardy Balázs – bandatag
- Tándor Lajos – műszerész
- Versényi Ida – házmesterné
- Zentay Ferenc – egy úr
- Zenthe Ferenc – határőr
- Zsudi József – Kommantinger Sándor
- Zách János – Altorjay Tibor